# Back To The Roots
Back To The Roots is een Nederlandstalig Belgisch tijdschrift over blues en verwante muziekstijlen zoals bluesrock, rhythm-and-blues, soul, boogiewoogie, cajun, zydeco, gospel, doowop.

## Geschiedenis
Het blad ontstond in 1995 vanuit de werking van de Belgische vzw Back To The Roots als middel ter behoud en promotie van de blues. 
Het tijdschrift verschijnt vijf keer per jaar en bevat onder andere interviews, achtergrondartikelen, reportages, portretten, nieuws, cd-tips, tips voor blues op het internet, cd-, dvd- en boekenrecensies en een bluesconcertkalender.
Sinds november 2009 publiceert Back To The Roots zijn verslaggeving over concerten en festivals niet langer in het blad, maar wel op de website.